# Kevin Serna
Kevin Steven Serna Jaramillo (Popayán, Colombia, 17 de diciembre de 1997) es un futbolista colombiano nacionalizado peruano. Juega como extremo y su equipo actual es fluminense del brasileirao

## Trayectoria

### Primeros años
Nacido en Popayán, departamento del Cauca. Serna comenzó su carrera en las categorías juveniles del Deportes Tolima. Fue a Portugal para probar en el FC Porto, firmando un contrato para jugar en sus equipos juveniles. A principios de 2019, Serna comenzó su carrera profesional en el Sportivo Luqueño en la Primera División de Paraguay. Debutó el 16 de abril como sustituto en el minuto 74 por Hernán Rivero en una derrota 2 a 0 como visitante contra el Club Olimpia. En su siguiente partido, el 3 de noviembre, anotó el único gol en una victoria en casa contra los mismos oponentes; su equipo estaba en el fondo de la tabla y sus oponentes en la cima.
En 2021, Serna se unió al Club Deportivo Cultural Santa Rosa, más tarde renombrado Los Chankas CYC, en la Segunda División del Perú. Sus diez goles en 22 partidos contribuyeron a la promoción a la Primera División de Perú. Jugó la siguiente temporada en la máxima categoría con la Asociación Deportiva Tarma, anotando 15 goles en dos temporadas. El 21 de agosto de 2022 anotó un gol de empate tardío en un empate 1-1 en casa contra el Universitario de Deportes y aproximadamente un año después asistió el primer gol y anotó el segundo en una victoria 2-0 sobre los mismos oponentes.

### Alianza Lima
A finales de octubre de 2023, Serna firmó con el Club Alianza Lima. Anotó su primer gol para el club y el primero en competición continental el 3 de abril de 2024, abriendo un empate 1-1 en casa contra los campeones reinantes Fluminense en el primer partido del grupo de la Copa Libertadores.

### Fluminense
En julio de 2024, el jugador pasó a las filas del Fluminense, luego de que el equipo brasilero pagara dos millones de dólares por el 70% de su pase. Su contrato es por tres temporadas y media.

## Estadísticas

### Clubes
Actualizado al último partido disputado el 19 de agosto de 2025.
| Club | Div.          | Temporada     | Liga  | Liga  | Liga   | Copas(1) | Copas(1) | Copas(1) | Internacional(2) | Internacional(2) | Internacional(2) | Total(3) | Total(3) | Total(3) |
| Club | Div.          | Temporada     | Part. | Goles | Asist. | Part.    | Goles    | Asist.   | Part.            | Goles            | Asist.           | Part.    | Goles    | Asist.   |
| --- | ------------- | ------------- | ----- | ----- | ------ | -------- | -------- | -------- | ---------------- | ---------------- | ---------------- | -------- | -------- | -------- |
| Sportivo Luqueño Paraguay | 1.ª           | 2019          | 4     | 1     | 0      | -        | -        | -        | -                | -                | -                | 4        | 1        | 0        |
| Sportivo Luqueño Paraguay | 1.ª           | 2020          | 16    | 0     | 1      | -        | -        | -        | -                | -                | -                | 16       | 0        | 1        |
| Sportivo Luqueño Paraguay | Total club    | Total club    | 20    | 1     | 1      | 0        | 0        | 0        | 0                | 0                | 0                | 20       | 1        | 1        |
| Los Chankas · Perú | 2.ª           | 2021          | 22    | 11    | 8      | 2        | 0        | 1        | -                | -                | -                | 24       | 11       | 9        |
| Los Chankas · Perú | Total club    | Total club    | 22    | 11    | 8      | 2        | 0        | 1        | 0                | 0                | 0                | 24       | 11       | 9        |
| ADT · Perú | 1.ª           | 2022          | 34    | 8     | 9      | -        | -        | -        | -                | -                | -                | 34       | 8        | 9        |
| ADT · Perú | 1.ª           | 2023          | 36    | 6     | 8      | -        | -        | -        | -                | -                | -                | 36       | 6        | 8        |
| ADT · Perú | Total club    | Total club    | 70    | 14    | 17     | 0        | 0        | 0        | 0                | 0                | 0                | 70       | 14       | 17       |
| Alianza Lima · Perú | 1.ª           | 2024          | 17    | 1     | 3      | -        | -        | -        | 6                | 2                | 0                | 23       | 3        | 3        |
| Alianza Lima · Perú | Total club    | Total club    | 17    | 1     | 3      | 0        | 0        | 0        | 6                | 2                | 0                | 23       | 3        | 3        |
| Fluminense F. C. · Brasil | 1.ª           | 2024          | 16    | 3     | 2      | 2        | 0        | 0        | 3                | 0                | 0                | 21       | 3        | 2        |
| Fluminense F. C. · Brasil | 1.ª           | 2025          | 15    | 3     | 2      | 18       | 2        | 3        | 10               | 3                | 0                | 43       | 8        | 5        |
| Fluminense F. C. · Brasil | Total club    | Total club    | 31    | 6     | 4      | 20       | 2        | 3        | 13               | 3                | 0                | 64       | 11       | 7        |
| Total carrera | Total carrera | Total carrera | 160   | 33    | 33     | 22       | 2        | 4        | 19               | 5                | 0                | 201      | 41       | 37       |
| (1) Incluye datos de la Copa Bicentenario, Copa de Brasil y Campeonato Carioca. (2) Incluye datos de la Copa Sudamericana y Copa Libertadores. (3) No incluye goles en partidos amistosos. |               |               |       |       |        |          |          |          |                  |                  |                  |          |          |          |